# ساسکاچوان
ساسکاچوان یا سَسکَچوان (به انگلیسی: Saskatchewan)، دشت و استانی شمالی در غرب کانادا و تنها استان بدون مرز طبیعی این کشور است. مرکز آن رجاینا و بزرگ‌ترین شهر آن ساسکاتون است.
وسعت استان ساسکاچوان ۶۵۱٬۹۰۰ کیلومتر مربع است که نزدیک به ۱۰ درصد آن (۵۹٬۳۶۶ کیلومتر مربع معادل ۲۲٬۹۰۰ مایل مربع) آب شیرین و عمدتاً شامل رودخانه‌ها، مخازن و ۱۰۰٬۰۰۰ دریاچهٔ موجود در این استان می‌شود. طبق برآورد سال ۲۰۱۹ جمعیت ساسکاچوان ۱٬۱۷۸٬۶۵۷ نفر بوده است.

## تاریخچه
تاریخ غنی این استان به بیشتر از ۵۰۰۰ سال پیش در زمان استقرار اقوام اولیهٔ کانادا در این منطقه برمی‌گردد. از افتخارات این استان وجود جوامع مِتیس (به انگلیسی: Metis) و اقوام اولیهٔ کانادا است. اولین گروه اروپایی در اواخر سال ۱۶۰۰ میلادی وارد این استان شدند که اکثر آن‌ها کاشف یا تاجرِ پوست بودند. استان ساسکاچوان در این زمان بخشی از منطقهٔ شمال‌غربی بود که این منطقه بیشتر کانادای مدرن را تشکیل می‌داد.

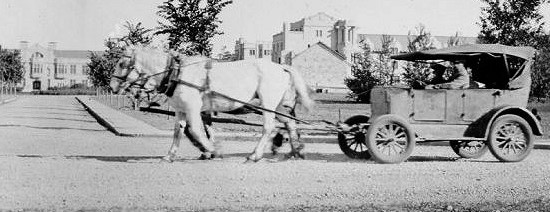

خیلی زود، پس از کنفدراسیون شدن کانادا در سال ۱۸۶۷، مهاجرت به این منطقه آغاز شد. به دلیل وسعت منطقهٔ غیرمسکونی، دولت کانادا در سال ۱۸۷۲ قانون Dominion Lands را وضع کرد که به مهاجران جدید اجازه می‌داد تا در صورت پاک‌سازی زمین و انجام کار تولیدی در آن، صاحب آن شوند. نتیجهٔ این قانون جدید، هجوم مهاجران از سراسر جهان به خصوص اروپای شرقی به این استان بود. در زمان استان شدن ساسکاچوان در سال ۱۹۰۵ ده‌ها زبان مختلف در این استان صحبت می‌شد.

## دولت
دولت کانادا در یک سیستم فدرال عمل می‌کند که بر برخی امور متعلق به دولت ملی در اوتاوا و برخی دیگر تحت کنترل دولت‌های استانی، کنترل دارد. استان ساسکاچوان مجلس انتخابی دموکراتیک خود را دارد. (مجمع قانونگذاری ساسکاچوان) که در شهر مرکزی رجاینا واقع شده است. ۵۸ نماینده در این مجلس کار می‌کنند که هر یک خدمتگزار یک ناحیه خاص است. دولت این استان تحت کنترل حزب حزب دموکرات جدید (NDP) به رهبری آقای لورن کالورت استاست.
این استان به‌طور کل تمایل به جناح چپ و NDP دارد و در ۶ دهه پیشین قدرت در دستان این جناح بوده است. استاندار لورن کالورت اولین کسی بود که بیمه رایگان خدمات بهداشتی را معرفی کرد.

## جغرافیا

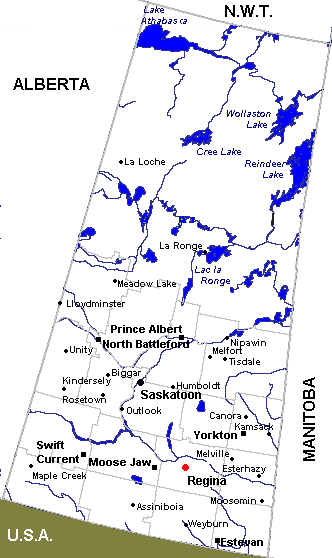

این استان در قسمت سرسبز کانادا و در جوار منیبا از سمت شرق و آلبرتا از سمت غربی استاست.
این استان پرآفتاب‌ترین استان در کانادا با میانگین ۲۰۰۰ – ۲۵۰۰ ساعت تابش آفتاب در سال است.
جمعیت این استان تقریباً یک میلیون نفر و جمعیت مرکز استان رجینا ۲۰۰٬۰۰۰ نفر و ساسکاتون بزرگ‌ترین شهر این استان ۲۶۵٬۰۰۰ نفر استاست.
در این استان ۷۲ ملت اولیه کانادا ساکن هستند. عموماً علت جذب افراد به این منطقه در گذشته خاک حاصلخیز این استان بود. امروزه، اقتصاد روبه رشد مدرنِ این استان عامل جذب مهاجران به ساسکاچوان است.

## شهرهای اصلی
رجاینا: رِجاینا مرکز استان و دومین شهر بزرگ استان بوده و جمعیت آن حدوداً ۲۰۰٬۰۰۰ نفر است. علاوه بر اقتصاد خدماتی، رجاینا از صنایع مربوط به منابع طبیعی اطراف شهر سود می‌برد. در ضمن با حمایت دانشگاه پارک تحقیقاتی رجاینا این شهر مرکز نوآوری و فناوری شده است.
این شهر در سال ۱۸۸۲ به نام ملکه ویکتوریا در انگلستان نام گرفت. نام قبلی آن بود.
قبل از آن که ساسکاچوان به استان تبدیل شود، رِجاینا ستاد مناطق شمال غربی بوده است. در سال ۱۹۰۶ کمی بعد از استان شدن ساسکاچوان این شهر مرکز استان شد.
رِجاینا، با داشتن شرایط مناسب مسکن و هزینه‌های پایین زندگی، مکانی مناسب برای سکونت است. این شرایط مناسب موجب جذب مهاجر و وجود ملیت‌های مختلف در این شهر شده است. در حقیقت، حقیقت، این تنوع فرهنگی باعث شد تادر سال ۲۰۰۴ از میراث کانادا عنوان «پایتخت فرهنگی کانادا» را کسب کند.
ساسکاتون: ساسکاتون یا سَسکَتون، با جمعیت بالغ بر ۲۶۵٬۰۰۰ نفر، بزرگ‌ترین شهر این استان است. به لطف اقتصادِ روبه‌رشد، جمعیت این شهر از شهر مرکزی رجینا در اواسط دههٔ ۱۹۸۰ فراتر رفت. اغلب از این شهر با نام «پاریسِ مرغزارها» یاد می‌کنند. رودخانه ساسکاچوان جنوبی این شهر را به دو قسمت تقسیم کرده است و خط افق زیبایی به آن می‌دهد.
اقتصاد این شهر از کشاورزی و معدن به سمت فناوری و خدمات مالی تغییر شکل داده است. ساسکاتون سرآمد بیوتکنولوژی کشاورزی در جهان و همچنین سالانه جذب‌کنندهٔ سرمایه‌های شرکت‌های درجه‌یک دارویی جهان است. این دانشگاه ساسکاچوان، که یک دانشگاه تحقیقاتی جامع است، در این شهر واقع شده است.
تنوع فرهنگی ساسکاتون موجب پیدایش جشنواره‌های مردمی مخصوصاً در تابستان می‌شود. از این جشنواره‌های مردمی می‌توان به جشنوارهٔ جاز، جشنوارهٔ بین‌المللی Fringe و جشنوارهٔ شکسپیر در ساسکاچوان اشاره کرد که هرساله جذب‌کنندهٔ توریست از کانادا و سراسر جهان است.

## شهرها
- اِستِوَن
- پرینس البرت
- رجاینا
- ساسکاتون
- وارمِن
- یُرکتن
- وِیبِرن
- سوییفت کارنت
- نُرث بَتِلفُرد
- موس جا
- مِلویل
- مِلفُرت
- مِیَدُ لِیک
- مارتِنزویل
- لُیدمینیستر
- هامبُلت
- فلین فلان

## دانشگاه‌ها
- دانشگاه ساسکاچوان - در رده‌های آموزشی کارشناسی، کارشناسی ارشد و دکتری. این دانشگاه شهر ساسکاتون در فهرست پانزده دانشگاه برتر کانادا جا گرفته است.
- دانشگاه رجاینا - در رده‌های آموزشی کارشناسی و کارشناسی ارشد. این دانشگاه در شهر رجاینا است.
- مؤسسه دانش‌های کاربردی و فناوری ساسکاچوان (SIAST) در ساسکاتون.
- First Nations University of Canada در رجاینا

## جمعیت
تقریباً نزدیک به ۹۷۰٬۰۰۰ نفر در این استان سکونت دارند. بالغ بر ۳۵ درصد در روستا زندگی می‌کنند که بالاترین آمار در کانادا است. مابقی در حدود نیمی از جمعیت کل استان در دو شهر ساسکاتون(۲۳۰٬۰۰۰ نفر)
و رجاینا (۲۰۰٬۰۰۰ نفر) زندگی می‌کنند.
این استان، با حفظ نرخ رشد جمعیت از طریق مهاجرت به امید جذب سالانه حداقل ۵۰۰۰ مهاجر در آینده‌ای نزدیک است.
به دلیل رشد سریع مهاجرت در اوایل قرن نوزدهم تا به امروز، این منطقه دارای ملیت‌های مختلف شده است. ملیت‌های مهم در این منطقه آلمانی، ایرلندی، اوکراینی، اقوام اولیه کانادا، اسکاتلندی، انگلیسی، فرانسوی، Netis، نروژی، چینی و ایرانی هستند. بیشتر جمعیت ساسکاچوان در نیمهٔ جنوبی استان سکونت دارند.

## مهاجرت
مهاجرت یک عامل مهم در شکل‌گیری فرهنگ و تاریخچهٔ این استان استاست. در ضمن، مهاجرت عامل افزایش جمعیت استان در آینده محسوب می‌شود. این استان درصدد جذب مهاجر (حداقل ۵۰۰۰ نفر در سال) جهت رشد اقتصادی است. یکی از روش‌های جذب مهاجر برنامهٔ انتخابی استانی PNP است که روند جذب مهاجر به این استان را سرعت می‌بخشد. در این برنامه برای متخصصان، تجار و دانشجوی بین‌المللی امتیازاتی محسوب شده است.
سرعت بالای مهاجرت باعث رکود اقتصادی شده است.

## اقتصاد و کار
این استان در ناحیهٔ سرسبز کانادا قرار دارد و تولیدکنندهٔ ۲۸ درصد غلات و بیش از ۵۴ درصد گندم کشور است.

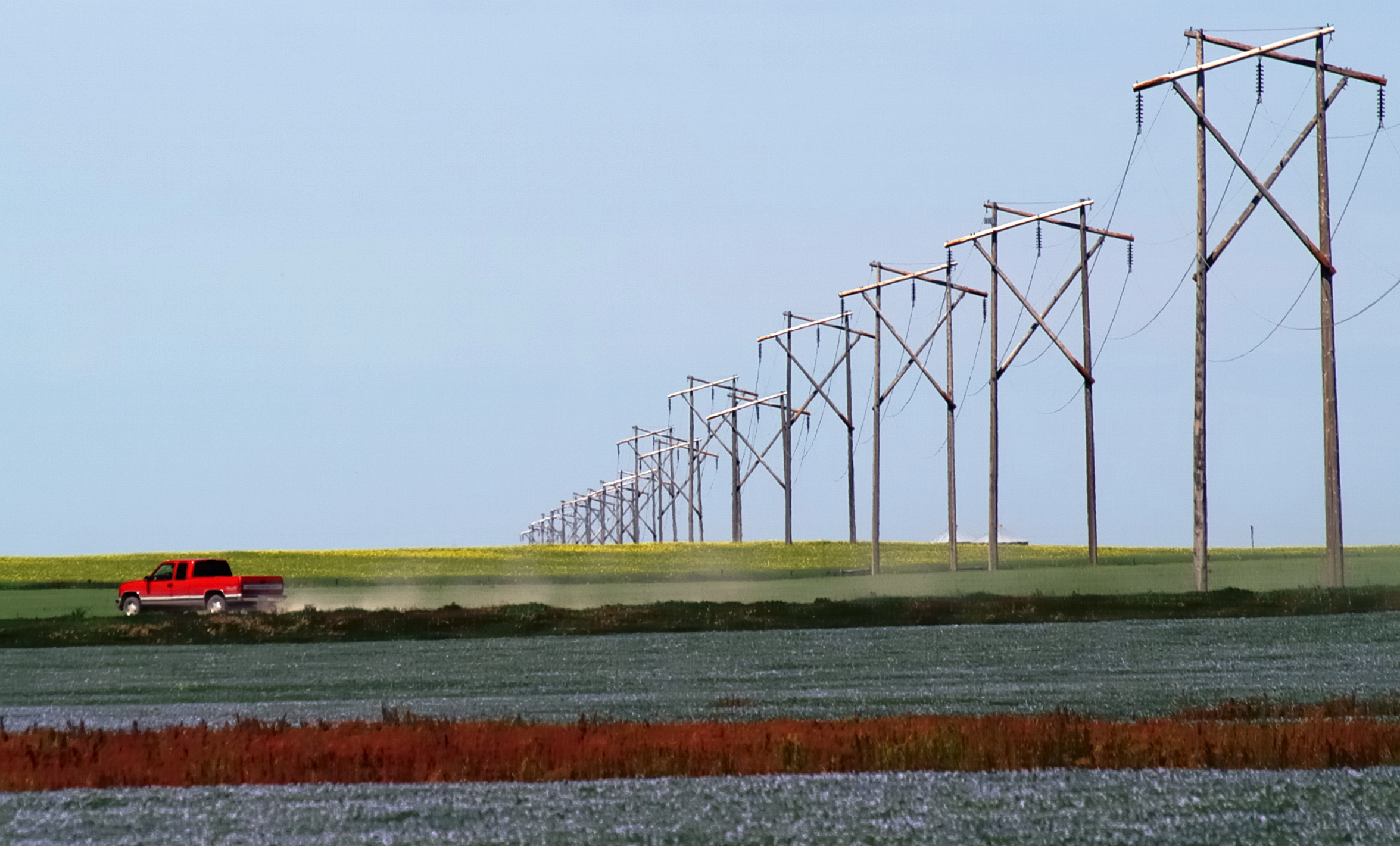

اگرچه کشاورزی با درآمد ۲ میلیارد دلار در سال مهم‌ترین بخش اقتصاد این استان محسوب می‌شود، ولی کارهای خدماتی از جمله مؤسسات مالی، بیمه، بنگاه‌های مسکن (۳/۳ میلیارد دلار) بخش مهمی در اقتصاد این استان است.
نرخ بیکاری ۱/۵ درصدی، کمتر از میانگین کانادا بوده و این استان را به محل خوبی برای کار تبدیل ساخته است.
این استان همچنین دارای معادن غنی است. (پتاس، اورانیوم، زغال سنگ، نفت و گاز طبیعی).
ساسکاچوان در صادرات پتاس (کود) مقام اول را در کانادا دارد.

## سطح استاندارد زندگی
این استان با دارا بودن سطح بالای زندگی مهاجران را به سمت خود جذب می‌کند. میانگین درآمد خانواده ۴۸٬۴۰۰ دلار و حداقل دستمزد ۱۳ دلار در ساعت بوده که هر دو بالاتر از میانگین کانادا هستند. هزینه زندگی در ساسکاچوان کاملاً قابل استطاعت است. هزینه مسکن کمترین در کانادا بوده و منابع طبیعی موجود در استان هزینه انرژی را نیز پایین می‌آورد. این استان سومین استانی است که نرخ مالیات بر درآمد آن جزء کمترین استاست. (۱۵ درصد استانی)
در ساسکاچوان برنامه‌های اجتماعی را دولت فراهم می‌سازد بنابراین این امر کمک بزرگی به حفظ استاندارد زندگی تمامی ساکنان می‌کند. استاندار قبلی این استان آقای تامی داگلاس که پدر بهداشت در کانادا نامیده می‌شود پیشرو حرکت خدمات بهداشتی رایگان جهانی است که از آن تاریخ به بعد در کانادا انجام می‌پذیرد.

## مسکن
این استان مناسب‌ترین شرایط خرید مسکن را برای مهاجران دارد. فقط ۶۴ درصد ساکنان این استان در مراکز شهری سکونت دارد. قیمت یک خانه به‌طور متوسط بیشتر از ۱۱۵٬۰۰۰ دلار بوده که پایین‌تر از میانگین نرخ هر شهر دیگری در کانادا است. قیمت متوسط خرید خانه در ساسکاتون ۱۳۵٬۰۰۰ دلار است. درصد میانگین درآمد خانوار با هزینه‌های مالکیت بین ۱۸ تا ۳۰ درصد است.

## آموزش و پرورش
مدارس ابتدایی و متوسطه با بودجه دولتی در این استان توسط بیست و هفت بخش مدرسه اداره می شود . مدارس ابتدایی و متوسطه دولتی یا به صورت سکولار یا به صورت مدارس مجزا فعالیت می کنند . تقریباً تمام بخش‌های مدرسه، به جز یکی، به‌عنوان هیئت مدرسه زبان اول انگلیسی عمل می‌کنند . Division scolaire francophone No. 310 تنها بخش مدرسه ای است که مدارس زبان اول فرانسه را اداره می کند. علاوه بر مدارس ابتدایی و متوسطه، این استان دارای چندین مؤسسه تحصیلات تکمیلی نیز می باشد.
اولین آموزش در چمنزارها در گروه های خانوادگی ملل اول و مهاجران اولیه تجارت خز صورت گرفت . در سرزمین روپرت که بعداً به عنوان سرزمین های شمال غربی شناخته شد، تنها چند مدرسه تبلیغی یا پست تجاری تأسیس شد . اولین 76 ناحیه مدرسه شمال غربی و اولین جلسه شورای آموزش در سال 1886 تشکیل شد. رونق پیشگام، سکونتگاه های بلوک قومی را تشکیل داد . جوامع به دنبال آموزش برای فرزندان خود مشابه مدارس سرزمین خود بودند. کلبه‌های چوبی و خانه‌هایی برای اجتماع اجتماع، مدرسه، کلیسا، رقص و جلسات ساخته شد.
رونق دهه 20 خروشان و موفقیت کشاورزان در ثابت کردن خانه‌های خود به تأمین بودجه برای استانداردسازی آموزش کمک کرد. [ 59 ] کتاب های درسی، مدارس عادی برای تعلیم معلمان، برنامه های درسی رسمی مدارس و طرح های معماری خانه های مدرسه هنری، تداوم را در سراسر استان فراهم کردند. انگلیسی به عنوان زبان مدرسه به ایجاد ثبات اقتصادی کمک کرد زیرا یک جامعه می‌توانست با جامعه دیگری ارتباط برقرار کند و کالاها می‌توانستند به یک زبان مشترک تجارت و فروخته شوند. تعداد مناطق یک اتاقه مدرسه در سراسر ساسکاچوان در اوج این سیستم آموزشی در اواخر دهه 1940 تقریباً 5000 بود. [ 60 ]
پس از جنگ جهانی دوم، انتقال از بسیاری از مدارس یک اتاقه به مدارس شهرها و شهرها با تکنولوژی مدرن تلفیقی کمتر و بزرگتر به عنوان وسیله ای برای تضمین آموزش فنی رخ داد. اتوبوس‌های مدرسه، بزرگراه‌ها و وسایل نقلیه خانوادگی سهولت و دسترسی را برای جابه‌جایی جمعیت به شهرها و شهرهای بزرگ‌تر ایجاد می‌کنند. کمباین و تراکتور به این معنی است که کشاورز می‌تواند بیش از یک چهارم زمین را مدیریت کند، بنابراین از مزارع خانوادگی و محصولات معیشتی به محصولات نقدی که در بسیاری از بخش‌های زمین رشد می‌کردند تغییر روی داد . کوپن های مدرسه به تازگی به عنوان ابزاری برای رقابت بین مدارس روستایی و عملی ساختن مدارس تعاونی در مناطق روستایی پیشنهاد شده 

## تحصیلات
همهٔ شهروندان کانادایی و دارندگان اقامت دائم می‌توانند از مهد کودک تا پایان دبیرستان از تحصیلات رایگان استفاده کنند. مدارس به صورت عمومی بوده و برنامه آموزشی به زبان‌های انگلیسی، فرانسوی و زبان اولین ملیت‌ها یا Metis ارائه می‌شود.
فارغ التحصیلان دوره متوسطه در این استان می‌توانند از گزینه‌های متنوع برای ادامه تحصیل استفاده کنند. در این ایالت دانشگاه‌های بزرگی چون دانشگاه ساسکاچوان و دانشگاه رجینا وجود دارد. این استان همچنین دانشگاه منحصربه‌فرد First Nations را دارا است. شهریهٔ متوسط این دانشگاه‌ها ۵۰۰۰ دلار برای شهروندان کانادایی است. برنامه‌های کارورزی به‌علاوهٔ نُه کالج فنی منطقه‌ای و ۵۰ مدرسهٔ مهارت‌آموزیِ خصوصی برای علاقه‌مندان فراگیری مهارت و حرفه و فن در این استان وجود دارد.

## بهداشت
طبق قوانین کانادا، تمامی شهروندان کانادا می‌توانند از خدمات درمانیِ رایگان استفاده کنند. به عبارت دیگر، اکثر هزینه‌های خدمات درمانی در کانادا به‌طور مستقیم از شهروند اخذ نمی‌گردد. البته خدما غیرضروری مانند عمل زیبایی یا مراقبت‌های خاص از دندان تحت پوشش این خدمات نیستند. لیست خدمات غیر رایگان در هر استان متفاوت است. این استان اولین استانی بود که برنامه رایگان خدمات درمانی را به اجرا درآورد. هزینه بهداشتی عمومی سالانه معادل ۳۴۰۰ دلار بوده که منطبق با میانگین کانادا است.

## فرهنگ
این استان دارای چندین فرهنگ مختلف است که نتیجه مهاجرت اقوام گوناگون به این منطقه است. در اواخر قرن نوزده افراد زیادی از اکراین و امپراطوری سابق اطریش وارد این استان شدند. از آنجایی که بیشتر گروه‌های مهاجر به کانادا از جمله Douhkobor به دلیل فشارهای مذهبی از کشور خود فرار کرده بودند، سنت و فرهنگ خود را در کانادا زنده نگه داشتند. نتیجه این عمل مجموعه فرهنگی متنوع زنده در این استان است که گرمابخش این منطقه است.
با وجود توسعه اقتصادی، کشاورزی در این استان به صورت بخش مهمی از فرهنگ استان باقی مانده است. ساکنین اولیه این استان با مشقت فراوان دست به دست هم دادند و با پاکسازی زمین‌ها آن را به سرزمینی حاصلخیز تبدیل ساختند و این رویّه تابه‌حال ادامه داشته است. اگرچه امروز این منطقه به استانی مدرن و شهری تبدیل گشته ولی روحیهٔ سنتی کشاورزی فضای دلپذیری به این استان بخشیده است.